# Província de Timiș
La província de Timiş (IPA: ['ti.miʃ], hongarès: Temes, serbi: Tamiš/Тамиш, búlgar: Timiš) és un judeţ, una divisió administrativa de Romania, a la regió històrica de Banat, amb capital a Timişoara. És el comtat més gran de Romania.
El nom prové del riu Timiş, conegut pels romans per Tibisis o Tibiscus.

## Límits
- Província de Hunedoara a l'est.
- Hongria al nord-oest - Comtat de Csongrád.
- Província d'Arad al nord.
- Província de Caraş-Severin al sud.
- Sèrbia al sud-oest - Vojvodina - Districte Banat del Nord i Districte Banat Central.

La Província forma part de l'euroregió Danubi-Kris-Mures-Tisa.

## Demografia
El 2006, tenia 685,901 i una densitat de població de 79.8 h/km².
- Romaneso - 83%[1]
- Hongaresos - 7,5%
- Gitanos - 2%
- Alemanys ètnics - 2%
- Serbis - 2%
- Búlgars del Banat, ucraïnesos, altres - menys de l'1%

| Any  | Població |
| ---- | -------- |
| 1948 | 588,936  |
| 1956 | 568,881  |
| 1966 | 607,596  |
| 1977 | 696,884  |
| 1992 | 700,033  |
| 2002 | 677,926  |

## Gent
- Ana Blandiana
- Traian Vuia

## Divisió administrativa
La Província té 2 municipalitats, 8 ciutats i 85 comunes.

### Municipalitats
- Timişoara - capital; població: 305,977 el 2004
- Lugoj - 46,189

### Ciutats
- Sânnicolau Mare - 13,298
- Jimbolia - 11,605
- Recaș - 8,188
- Buziaș - 7,738
- Făget - 7,356
- Deta - 6,582
- Gătaia - 6,101
- Ciacova - 4,939

### Comunes
| - Balinţ - Banloc - Bara - Bârna - Beba Veche - Becicherecu Mic - Belinţ - Bethausen - Biled - Birda - Bogda - Boldur - Brestovăţ - Cărpiniş - Cenad - Cenei - Checea - Chevereşu Mare - Comloşu Mare | - Coşteiu - Criciova - Curtea - Darova - Denta - Dudeştii Noi - Dudeştii Vechi - Dumbrava - Dumbrăviţa - Fârdea - Fibiş - Foeni - Gavojdia - Ghilad - Ghiroda - Ghizela - Giarmata - Giera - Giroc | - Giulvăz - Gottlob - Iecea Mare - Jamu Mare - Jebel - Lenauheim - Liebling - Lovrin - Margina - Maşloc - Mănăştiur - Moraviţa - Moşniţa Nouă - Nădrag - Niţchidorf - Ohaba Lungă - Orţişoara - Parţa - Pădureni | - Peciu Nou - Periam - Pietroasa - Pişchia - Racoviţa - Remetea Mare - Sacoşu Turcesc - Saravale - Satchinez - Săcălaz - Sânandrei - Sânmihaiu Român - Sânpetru Mare - Secaş - Şag - Şandra - Ştiuca - Teremia Mare - Tomeşti | - Tomnatic - Topolovăţu Mare - Tormac - Traian Vuia - Uivar - Variaş - Vălcani - Victor Vlad Delamarina - Voiteg |

### Viles
- Ianova
- Urseni